# Луншань (Ляоюань)
Лунша́нь (кит. упр. 龙山, пиньинь Lóngshān) — район городского подчинения городского округа Ляоюань провинции Гирин (КНР). Здесь расположены органы власти городского округа Ляоюань. Район назван в честь горы Луншань.

## История
Район Луншань был образован 22 декабря 1983 года.

## Административное деление
Район Луншань делится на 8 уличных комитетов, 1 посёлок и 1 волость.

## Соседние административные единицы
Район Луншань на севере граничит с районом Сиань, с остальных сторон окружён уездом Дунляо.